# Tłumaczenie fanowskie
Tłumaczenie fanowskie (lub tłumaczenie generowane przez użytkownika) odnosi się do nieoficjalnego tłumaczenia różnych form pisemnych lub multimedialnych produktów wykonywanych przez fanów (praca fanów), często na język, w którym oficjalna wersja tłumaczenia nie jest jeszcze dostępna. Zasadniczo takie osoby nie mają formalnego wykształcenia jako tłumacz, ale zgłaszają się na ochotnika do udziału w projektach tłumaczeniowych opartych na zainteresowaniu określonym gatunkiem audiowizualnym, serialem telewizyjnym, filmem itp.

## Media
Główne obszary tłumaczenia fanowskiego obejmują:
- Fansubbbing – napisy do filmów, programów telewizyjnych, gier wideo i innych mediów audiowizualnych stworzone przez sieć fanów[1][2]. W wielu krajach najpopularniejszymi napisami dla fanów są hollywoodzkie filmy i amerykańskie dramaty telewizyjne, podczas gdy napisy fanowskie w języku angielskim dotyczą głównie rozrywki wschodnioazjatyckiej, w szczególności anime i tokusatsu.

- Tłumaczenie przez fanów gier wideo[3][4] – praktyka ta rozwinęła się wraz z pojawieniem się emulacji konsoli do gier wideo pod koniec lat 90. i nadal koncentruje się głównie na starszych, klasycznych grach. Tłumaczenia te są zazwyczaj dystrybuowane jako nieoficjalne łatki, które modyfikują pliki binarne oryginalnej gry w nowe pliki binarne. Vazquez-Calvo (2018)[3] podaje przykład tego, jak złożony proces tłumaczenia przez fanów, negocjowania przetłumaczonego produktu i późniejszej dystrybucji online stanowi podstawę dla rozwoju środowisk sprzyjających nauce języków obcych. Istnieją jednak społeczności, które decydują się na wykorzystanie tłumaczenia tłumu do swoich zadań związanych z tłumaczeniem przez fanów, w tym tłumaczeniem gier wideo przez fanów. Te projekty tłumaczenia przez fanów są podejmowane przez fanów i zlecane przez twórców gier, z obietnicą, że każda przetłumaczona przez fanów wersja gry zostanie opublikowana jako grywalna wersja gry. Chociaż profesjonalne tłumaczenia i lokalizacja byłyby tutaj bardzo potrzebne, prawdą jest również, że firmy i programiści nie zawsze mają budżet, aby umożliwić wielojęzyczne lokalizacje na dużą skalę. Ponadto niektórzy fani chcą grać w gry w ich języku ojczystym, mimo że rozumieją inne języki. Przykładem takich fanów jest grupa katalońskich graczy, którzy postanawiają samodzielnie i za zgodą twórców tłumaczyć gry z języka angielskiego na kataloński. Są wielojęzyczni i rozumieją przynajmniej angielski, hiszpański, aranski (odmiana języka oksytańskiego, oficjalny status w Katalonii) i kataloński. Dzięki swojemu językowemu aktywizmowi nie tylko służą społeczności językowej, ale także przedstawiają interesujące ideologie językowe i tworzą złożoną stronę do metajęzykowej dyskusji i późniejszej nauki języka pod wpływem międzykulturowego i międzyjęzykowego procesu tłumaczenia przez fanów[4].

- Scanlation – tłumaczenie komiksów, zwłaszcza mangi, a także opowiadań lub powieści[5] przez sieć fanów[1]. Fani skanują komiksy, zmieniając je w obrazy elektroniczne i tłumaczą tekst w obrazach[1]. Powstałe tłumaczenia są następnie na ogół rozpowszechniane wyłącznie w formie elektronicznej[6]. Alternatywną metodą rozpowszechniania sztuki sekwencyjnej przetłumaczonej przez fanów jest rozpowszechnianie tylko przetłumaczonego tekstu, co wymaga od czytelników zakupu kopii dzieła w języku oryginalnym.

- Fandubbing – kopiowanie filmów, programów telewizyjnych, gier wideo i innych produktów audiowizualnych przez sieć fanów[2]. Przetłumaczony dźwięk może oferować tłumaczenie oryginalnej ścieżki dźwiękowej lub zostać całkowicie zastąpiony nową wersją, zwykle w celach humorystycznych, taką jak parodia lub skrócona seria.

## Historia
Tłumaczenie przez fanów materiałów audiowizualnych, w szczególności fansubbbing anime, sięga lat 80. O’Hagan (2009) twierdzi, że fansubbing wyłonił się jako forma protestu wobec „oficjalnych, często nadmiernie edytowanych wersji anime, zwykle emitowanych w formie dubbingu w sieciach telewizyjnych poza Japonią” i że fani szukali bardziej autentycznych wersji przetłumaczonych w krótszym czasie.
Wczesne fansubby i fandubbing polegały na manipulowaniu kasetami VHS, co było czasochłonne i kosztowne. Pierwsza zgłoszona subskrypcja fanowska wyprodukowana w Stanach Zjednoczonych to Lupin III, wyprodukowana w połowie lat 80., wymagająca średnio 100 godzin na odcinek na napisy.

## Wpływ
Rozwój przemysłu kulturalnego, postęp technologiczny i ekspansja platform internetowych doprowadziły do dynamicznego wzrostu tłumaczeń fanów. Następuje wzrost liczby dobrowolnych społeczności tłumaczących, a także różnorodność treści. Nie ulega wątpliwości, że największymi beneficjentami są publiczność, czytelnicy i gracze, którzy są jednocześnie fanami różnych produktów kultury popularnej ponieważ mają oni możliwość uzyskania informacji z pierwszej ręki z obcych kultur. Przemysł rozrywkowy i inne branże kulturalne również odnoszą korzyści, ponieważ ich produkty są eksponowane na całym świecie, czego konsekwencją jest zanurzenie w kulturze i asymilacja kulturowa. Jednak ludzie uważają również tłumaczenie fanowskie za potencjalne zagrożenie dla profesjonalnego tłumaczenia. W rzeczywistości społeczności fanów tłumaczeń są zbudowane na duchu dzielenia się, wolontariatu, postawie „zrób to sam” a co najważniejsze, pasji i entuzjazmie dla tego samego celu. Podobnie jak w przypadku wielu zawodów specjalistycznych i artystycznych, w branży tłumaczeniowej bardzo potrzebne jest bogate doświadczenie i związana z tym wiedza. Dlatego tłumaczenie fanowskie nie może być traktowane jako zagrożenie. Zamiast tego, do pewnego stopnia, obejmuje dwa istotne zmysły: dla tłumaczy-fanów oznacza to okres cennego doświadczenia i paczkę odpowiedniego przygotowania, bez względu na to, czy chcą przenieść swoje hobby na inny poziom; dla profesjonalnych tłumaczy służy jako rodzaj źródeł, do których należy się odnieść i konsultować, gdy napotkają podobne sytuacje. Ponadto, z punktu widzenia rozwoju tłumaczenia fanowskiego, zawartość nie jest już ograniczona do filmów, gier wideo i fan fiction. W ostatnich latach pojawiają się różne formy, w tym kursy edukacyjne, przemówienia polityczne i krytyczne doniesienia prasowe, które nadają przekładowi fanowskiemu zupełnie nowe znaczenie, rozszerzając jego wartość z rozrywkowego charakteru na znaczenie społeczne. Tak jak stwierdza Henry Jenkins: „kultura popularna może przygotowywać drogę dla bardziej znaczącej kultury publicznej”. Jako nowo pojawiające się zjawisko, zależne od rozwoju infrastruktury wspieranej przez Internet, wykracza poza swoje pierwotne nastawienie na osobiste interesy i uwidacznia się przed całym społeczeństwem. W rezultacie trzeba przyznać, że tłumaczenie fanowskie jest niejako nieuniknionym trendem.

## Problemy dotyczące praw autorskich i cenzury
Tłumaczenie przez fanów może graniczyć z naruszeniem praw autorskich, ponieważ fani tłumaczą filmy, gry wideo, komiksy itp., często bez uzyskania pozwolenia od właścicieli praw autorskich. Badania nad fanami-tłumaczami wykazały, że ci robią to, ponieważ są entuzjastycznie nastawieni do tłumaczonych dzieł i chcą pomóc innym entuzjastom uzyskać dostęp do materiału. Właściciele praw autorskich często akceptują tłumaczenie przez fanów, ponieważ może to pomóc w wyeksponowaniu produktów szerszej publiczności.